# Nekrolog 3. Quartal 1929
Nekrolog
◄◄
| ◄
| 1925
| 1926
| 1927
| 1928
| 1929 | 1930 | 1931 | 1932 | 1933 | ► | ►►
1. Quartal |
2. Quartal |
3. Quartal |
4. Quartal 1929
Weitere Ereignisse | Allgemeiner Nekrolog 1929
Die Beschreibung der verstorbenen Person sollte so kurz wie möglich gehalten sein und nur deren signifikante Tätigkeit(en) enthalten.
Neue Namen ggf. auch unter dem Geburts- und Sterbedatum, also etwa unter 1. Januar und im Geburts- und Sterbejahr (2024) eintragen (nur bei entsprechender großer Wichtigkeit). Für Beispiele siehe die schon vorhandenen Artikel.
Außerdem über die fünf zuletzt Verstorbenen, zu denen es einen ausreichend guten Artikel für eine Präsentation auf der Hauptseite gibt, nach der todesbedingten Überarbeitung der Artikel ggf. auch unter Wikipedia Diskussion:Hauptseite informieren und sie am besten auch in den anderen Wikipedia-Sprachversionen eintragen. Tipp: Regelmäßig bei news.google.de nach „ist tot“, „gestorben“ oder „verstorben“ suchen.
Wenn eine Person gestorben ist, gibt es viele Seiten zu dieser Person in der Wikipedia, die davon auch betroffen sind und entsprechend aktualisiert werden müssen. Beispiele: Namenübersichtsseite, Geburtsjahr, Geburtsort-Seiten und viele mehr.
Wie finde ich die betroffenen Seiten?
Im Suchfeld auf der linken Seite gibt man den Suchbegriff so ein: „Vorname Nachname“. Dann klickt man auf Volltext und alle Seiten mit entsprechendem Suchtext werden aufgerufen. Hier sieht man dann schnell, wo auch das Todesjahr Sinn macht oder sogar ein Teil des Artikels angepasst werden muss. Auch hilft das „Werkzeug“ auf der linken Seite sehr gut, um solche Seiten aufzufinden: „Links auf diese Seite“. Somit ist die Wikipedia wieder aktuell in allen Bereichen! Hinweis: bei Eintragung der Kategorie „Gestorben JAHR“ wird der Missbrauchsfilter 49 ausgelöst, was jedoch nicht schlimm ist. Siehe: Spezial:Missbrauchsfilter/49
Dies ist eine Liste von im dritten Quartal 1929 verstorbenen bekannten Persönlichkeiten. Die Einträge erfolgen innerhalb der einzelnen Daten alphabetisch sortiert. Tiere sind im Nekrolog für Tiere zu finden.

## Juli
| Tag      | Name                                                 | Beruf, bekannt als | Alter | Beleg |
| -------- | ---------------------------------------------------- | --- | ----- | ----- |
| 1. Juli  | Jodok Fink                                           | österreichischer Politiker | 76    |       |
| 1. Juli  | Franz „Fritz“ Hartmann                               | deutschböhmischer Maler | 55    |       |
| 1. Juli  | Max Mauermann                                        | österreichischer Ingenieur und Erfinder rostbeständigen Stahles                                                                                      | 60    |       |
| 1. Juli  | Wenceslau de Morães                                  | portugiesischer Diplomat und Schriftsteller | 75    |       |
| 1. Juli  | Joseph René Vilatte                                  | französischer altkatholischer Bischof | 75    |       |
| 2. Juli  | Gladys Brockwell                                     | US-amerikanische Schauspielerin | 34    |       |
| 2. Juli  | Max Lehnig                                           | deutscher Politiker und Fabrikdirektor | 64    |       |
| 3. Juli  | Paul Böhringer                                       | Schweizer Theologe | 76    |       |
| 3. Juli  | Pascal Adolphe Dagnan-Bouveret                       | französischer Maler | 77    |       |
| 3. Juli  | Dustin Farnum                                        | US-amerikanischer Film- und Theaterschauspieler | 55    |       |
| 4. Juli  | Alice von Gaudy                                      | deutsche Schriftstellerin und Lyrikerin | 66    |       |
| 4. Juli  | Soyeda Juichi                                        | japanischer Volkswirtschaftler und Bankier | 64    |       |
| 4. Juli  | Franz Josef Scherf                                   | Arzt und Kurdirektor in Bad Orb (1905–1929), Abgeordneter des Provinziallandtages in Kassel (1926–1929), Kommunikator und Förderer des Heilbades Orb | 63    |       |
| 4. Juli  | Otto Taubmann                                        | deutscher Komponist und Dirigent | 70    |       |
| 4. Juli  | Hans Werckmeister                                    | deutscher Schauspieler und Regisseur | 57    |       |
| 5. Juli  | Hans Meyer                                           | deutscher Geograph, Verleger und Afrikaforscher | 71    |       |
| 5. Juli  | Richard Müller-Uri                                   | deutscher Glasbläser und Unternehmer | 70    |       |
| 5. Juli  | Mieczysław Świerz                                    | polnischer Bergsteiger | 38    |       |
| 6. Juli  | Edward W. Eberle                                     | US-amerikanischer Admiral; Chief of Naval Operations (1923–1927)                                                                                     | 64    |       |
| 6. Juli  | Thomas J. Geary                                      | US-amerikanischer Politiker | 75    |       |
| 6. Juli  | Maximilian Riba                                      | österreichischer Klassischer Philologe und Gymnasiallehrer                                                                                           | 68    |       |
| 7. Juli  | Freddy Charlier                                      | belgischer Eishockeyspieler und Automobilrennfahrer                                                                                                  | 39    |       |
| 7. Juli  | Emil Czech                                           | österreichischer Maler | 66    |       |
| 7. Juli  | Alfred Moritz Hauschild                              | deutscher Architekt | 87    |       |
| 7. Juli  | Wiktor Nikandrowitsch Palmow                         | ukrainisch-russischer Maler und Avantgarde-Künstler des Futurismus                                                                                   | 40    |       |
| 7. Juli  | Alfred Zesiger                                       | Schweizer Historiker und Redaktor |       |       |
| 8. Juli  | Jaroslav Goll                                        | tschechischer Historiker | 82    |       |
| 9. Juli  | Anton Marte                                          | österreichischer Kirchenmaler und Restaurator | 55    |       |
| 9. Juli  | Marie von Mecklenburg-Schwerin                       | deutsch-österreichische Archäologin | 72    |       |
| 10. Juli | Wilhelm Lünenschloß                                  | deutscher Bauunternehmer und Politiker (WP), MdR | 49    |       |
| 11. Juli | Luís Murat                                           | brasilianischer Dichter und Journalist | 68    |       |
| 11. Juli | Katherine Tingley                                    | US-amerikanische Sozialreformerin, Autorin, Theosophin                                                                                               | 82    |       |
| 12. Juli | Josef Haas                                           | deutscher Romanist, Sprachwissenschaftler und Literaturwissenschaftler                                                                               | 65    |       |
| 13. Juli | Wilhelm Ashoff                                       | deutscher Unternehmer | 71    |       |
| 13. Juli | Berthold Freudenthal                                 | deutscher Strafrechtler | 56    |       |
| 13. Juli | L. Birge Harrison                                    | US-amerikanischer Genre- und Landschaftsmaler, Lehrer und Schriftsteller                                                                             | 74    |       |
| 13. Juli | Paul Kestranek                                       | österreichischer General der Infanterie | 73    |       |
| 13. Juli | Eusebius Mandyczewski                                | österreichischer Musikwissenschaftler und Komponist                                                                                                  | 71    |       |
| 13. Juli | Leo Sontag                                           | preußischer General der Infanterie | 72    |       |
| 14. Juli | Hans Delbrück                                        | deutscher Historiker und Politiker, MdR | 80    |       |
| 14. Juli | James Lang                                           | schottischer Fußballspieler | 78    |       |
| 14. Juli | Adolf Meyer                                          | deutscher Architekt und Designer | 48    |       |
| 14. Juli | Walter Baldwin Spencer                               | Biologe, Anthropologe und Ethnologe | 69    |       |
| 14. Juli | Karolina Utriainen                                   | finnische Laienpredigerin | 86    |       |
| 15. Juli | Otto Binswanger                                      | Schweizer Psychiater und Neurologe | 76    |       |
| 15. Juli | Hugo von Hofmannsthal                                | österreichischer Schriftsteller, Dramatiker, Lyriker und Librettist                                                                                  | 55    |       |
| 15. Juli | Annie Hruschka                                       | österreichische Schriftstellerin | 62    |       |
| 15. Juli | Georg Wilhelm Köhler                                 | deutscher Maschinenbauingenieur und Hochschullehrer                                                                                                  | 55    |       |
| 16. Juli | Otto Henkell                                         | deutscher Unternehmer und Inhaber der Sektfirma Henkell & Co                                                                                         | 60    |       |
| 16. Juli | Leopold Simony                                       | österreichischer Architekt | 69    |       |
| 16. Juli | Friedrich Weinmann                                   | deutscher Kameramann des Stummfilms | 43    |       |
| 17. Juli | Hermann Lorenz                                       | deutscher Begründer der auf Sachsen begrenzten chiliastischen Bewegung Gemeinschaft in Christo Jesu                                                  | 65    |       |
| 17. Juli | Fritz Travers                                        | Oberbürgermeister von Wiesbaden | 54    |       |
| 18. Juli | Aurelio Briante                                      | italienischer Ordensgeistlicher und römisch-katholischer Apostolischer Vikar von Ägypten                                                             | 83    |       |
| 18. Juli | Ludwig von Plessen-Cronstern                         | deutscher Diplomat | 80    |       |
| 18. Juli | Max Rudeloff                                         | deutscher Ingenieur, Geheimer Regierungsrat, Professor des Materialprüfungswesen                                                                     | 71    |       |
| 19. Juli | Carsten Dreßler                                      | deutscher Brauereibesitzer | 86    |       |
| 19. Juli | Julian Fałat                                         | polnischer Maler | 75    |       |
| 19. Juli | Gustav Kassbaum                                      | deutscher Architekt und preußischer Baubeamter | 51    |       |
| 19. Juli | Henry McMorran                                       | US-amerikanischer Politiker | 85    |       |
| 19. Juli | Mathias Millesi                                      | österreichischer Politiker | 86    |       |
| 19. Juli | Franz Molitor                                        | deutscher Maler | 71    |       |
| 19. Juli | Fausto Zonaro                                        | italienischer Maler | 74    |       |
| 20. Juli | Noble Drew Ali                                       | religiöser afroamerikanischer Führer; Gründer des Moorish Science Temple of America                                                                  | 43    |       |
| 20. Juli | Nicholas J. Sinnott                                  | US-amerikanischer Jurist und Politiker | 58    |       |
| 22. Juli | Bror Beckman                                         | schwedischer Komponist | 63    |       |
| 22. Juli | Édouard Louis Joseph Empain                          | belgischer Ingenieur, Unternehmer, Finanzier und Industrieller                                                                                       | 76    |       |
| 22. Juli | Heinrich Gärtner                                     | deutscher Theaterschauspieler, Opernsänger (Bass) und Theaterregisseur                                                                               | 68    |       |
| 22. Juli | Édouard Risler                                       | französischer Pianist | 56    |       |
| 22. Juli | Albert Schwarz                                       | deutscher Politiker | 52    |       |
| 22. Juli | Karl Weber                                           | Landtagsabgeordneter Großherzogtum Hessen | 65    |       |
| 23. Juli | Paul Flechsig                                        | deutscher Psychiater und Hirnforscher | 82    |       |
| 24. Juli | William W. Morrow                                    | US-amerikanischer Jurist und Politiker | 86    |       |
| 24. Juli | Leslie Jasper Steele                                 | US-amerikanischer Politiker | 60    |       |
| 25. Juli | Matti Aikio                                          | norwegischer Dichter, erster samischer Dichter Norwegens                                                                                             | 57    |       |
| 25. Juli | Richard Schneider                                    | deutscher Ingenieur für Gasfeuerungsanlagen | 81    |       |
| 25. Juli | Josiah Gordon Scurlock                               | US-amerikanischer Revolverheld | 80    |       |
| 26. Juli | Reinhard August zu Leiningen-Westerburg-Altleiningen | deutsch-österreichischer Graf, preußischer Offizier                                                                                                  | 66    |       |
| 26. Juli | Naomasa Yamasaki                                     | japanischer Geograph und Geologe | 59    |       |
| 27. Juli | Paul Adolf Härtig                                    | höherer sächsischer Staatsbeamter | 73    |       |
| 27. Juli | Raoul Pictet                                         | Schweizer Physiker | 83    |       |
| 27. Juli | John Franklin Alexander Strong                       | US-amerikanischer Politiker | 72    |       |
| 27. Juli | Georg Strutz                                         | deutscher Verwaltungsjurist und Richter | 67    |       |
| 28. Juli | Margarete Behm                                       | deutsche Politikerin (DNVP), MdR | 69    |       |
| 28. Juli | Allen Hutchinson                                     | englischer Bildhauer | 74    |       |
| 30. Juli | Karl Henckell                                        | deutscher Schriftsteller | 65    |       |
| 30. Juli | Ludwig von Stockert                                  | österreichischer Eisenbahningenieur | 76    |       |
| 31. Juli | José de Castro                                       | portugiesischer Journalist und Politiker | 61    |       |
| 31. Juli | Charles A. E. Harriss                                | kanadischer Musikmanager, Komponist, Organist, Dirigent, Chorleiter und Musikpädagoge                                                                | 66    |       |
| 31. Juli | Heinrich Königbauer                                  | deutscher Politiker (Zentrum, BVP) | 52    |       |
| 31. Juli | Friedrich Richard Küttner                            | deutscher Unternehmer und Textilfabrikant | 81    |       |

## August
| Tag        | Name                                 | Beruf, bekannt als                                                                                                  | Alter | Beleg |
| ---------- | ------------------------------------ | --- | ----- | ----- |
| 1. August  | Syd Gregory                          | australischer Cricketspieler                                                                                        | 59    |       |
| 1. August  | Joseph Petzoldt                      | deutscher Philosoph und Vertreter des Empiriokritizismus                                                            | 66    |       |
| 2. August  | Walter K. Farnsworth                 | US-amerikanischer Anwalt, Richter und Politiker                                                                     | 58    |       |
| 3. August  | Josef Andergassen                    | österreichischer Kunsttischler, Altarbauer und Bildhauer                                                            | 67    |       |
| 3. August  | Emil Berliner                        | deutsch-amerikanischer Erfinder der Schallplatte und des Grammophons. Seit 1881 amerikanischer Staatsbürger.        | 78    |       |
| 3. August  | Charles S. Hartman                   | US-amerikanischer Politiker                                                                                         | 68    |       |
| 3. August  | James H. Hawley                      | US-amerikanischer Politiker                                                                                         | 82    |       |
| 3. August  | Eduard Georg Simon                   | deutscher Unternehmer, Kunstsammler und Kunstmäzen                                                                  | 65    |       |
| 3. August  | Thorstein Veblen                     | US-amerikanischer Ökonom und Soziologe                                                                              | 72    |       |
| 4. August  | Carl Auer von Welsbach               | österreichischer Chemiker und Unternehmer                                                                           | 70    |       |
| 4. August  | Andreas Wilhelm Heinrich Brandt      | deutscher Pharmazeut                                                                                                | 50    |       |
| 4. August  | Ludwig August Bretschneider          | österreichischer Politiker                                                                                          | 68    |       |
| 4. August  | Franz Matt                           | bayerischer Kultusminister und stellvertretender Ministerpräsident                                                  | 68    |       |
| 4. August  | Reinhold Schleese                    | deutscher Pädagoge, Initiator und Mitgründer der Hafengesellschaft Hannover                                         | 65    |       |
| 4. August  | August Tecklenburg                   | deutscher Historiker, Pädagoge, Geschichtsdidsaktiker und Publizist in Südniedersachsen                             | 65    |       |
| 5. August  | António Mendes Bello                 | portugiesischer Kardinal und Erzbischof von Lissabon                                                                | 87    |       |
| 5. August  | Millicent Garrett Fawcett            | britische Frauenrechtlerin                                                                                          | 82    |       |
| 5. August  | Felix Löwenthal                      | deutscher Rechtsanwalt und Parlamentarier                                                                           | 75    |       |
| 6. August  | William Vincent Fitzgerald           | australischer Botaniker                                                                                             | 62    |       |
| 6. August  | Felix Genzmer                        | deutscher Architekt und Hochschullehrer                                                                             | 72    |       |
| 6. August  | Emil Hilb                            | deutscher Mathematiker                                                                                              | 47    |       |
| 6. August  | Jean-Baptiste Mimiague               | französischer Fechter                                                                                               | 58    |       |
| 6. August  | Guillem August Tell i Lafont         | katalanischer Rechtsanwalt, Notar und Schriftsteller                                                                | 67    |       |
| 6. August  | Guy Tilden                           | amerikanischer Architekt                                                                                            | 71    |       |
| 7. August  | Victor L. Berger                     | US-amerikanischer Politiker und Gründungsmitglied der Sozialistischen Partei Amerikas                               | 69    |       |
| 7. August  | Friedrich Eduard Keller              | deutscher Ruderer, Paddler und Segler                                                                               | 70    |       |
| 7. August  | Kathi Kobus                          | Betreiberin der Künstlerkneipe Simplicissimus                                                                       | 74    |       |
| 7. August  | Waldron DeWitt Miller                | US-amerikanischer Ornithologe                                                                                       | 50    |       |
| 7. August  | Archibald Reiss                      | deutsch-schweizerischer Kriminologie-Pionier, Hochschullehrer und Publizist                                         | 54    |       |
| 7. August  | Milan Truban                         | jugoslawischer Radrennfahrer                                                                                        | 25    |       |
| 8. August  | Willy Ascherl                        | deutscher Fußballspieler                                                                                            | 27    |       |
| 8. August  | Edouard Long                         | Neuropathologe | 61    |       |
| 8. August  | Paul Mishel                          | deutscher Landschaftsmaler                                                                                          | 67    |       |
| 9. August  | Heinrich XXXI. Reuß zu Köstritz      | deutscher Gutsbesitzer und Politiker                                                                                | 60    |       |
| 9. August  | Heinrich Zille                       | deutscher Maler und Zeichner                                                                                        | 71    |       |
| 10. August | Pierre Fatou                         | französischer Mathematiker                                                                                          | 51    |       |
| 10. August | Aletta Jacobs                        | niederländische Ärztin und Feministin                                                                               | 75    |       |
| 11. August | Román Delgado Chalbaud               | venezolanischer Berufsoffizier und Politiker                                                                        |       |       |
| 12. August | Frank Austen Gooch                   | US-amerikanischer Chemiker                                                                                          | 77    |       |
| 12. August | Robert Henri                         | US-amerikanischer Maler                                                                                             | 64    |       |
| 12. August | Albert Edward Kemp                   | kanadischer Politiker                                                                                               | 71    |       |
| 12. August | Otto Müller                          | deutscher Bürgermeister                                                                                             | 60    |       |
| 12. August | Rudolf Nováček                       | tschechischer Komponist und Dirigent                                                                                | 69    |       |
| 13. August | Ray Lankester                        | britischer Zoologe                                                                                                  | 82    |       |
| 13. August | Eiler Theodor Lehn Schiøler          | dänischer Bankier                                                                                                   | 54    |       |
| 13. August | Clara Montalba                       | englische Aquarellmalerin                                                                                           | 89    |       |
| 13. August | Paul Trautmann                       | deutscher Jurist, Oberbürgermeister Frankfurt (Oder) (1917–1925) und Oberbürgermeister von Braunschweig (1925–1929) | 48    |       |
| 14. August | Xaver Arnold                         | Schweizer Bildhauer                                                                                                 | 81    |       |
| 14. August | Dickie Baugh                         | englischer Fußballspieler                                                                                           | 65    |       |
| 14. August | Henry Horne, 1. Baron Horne          | britischer General                                                                                                  | 68    |       |
| 15. August | Pilar Fernández de la Mora           | spanische Pianistin und Musikpädagogin                                                                              | 62    |       |
| 16. August | Josef Geiger                         | deutscher Gutsbesitzer und Politiker (Zentrum), MdR                                                                 | 77    |       |
| 16. August | Theodor von Wundt                    | deutscher Offizier, Bergsteiger und Schriftsteller                                                                  | 71    |       |
| 17. August | Otto Gleim                           | deutscher Gouverneur von Kamerun und Unterstaatssekretär im Reichskolonialamt                                       | 63    |       |
| 17. August | Cyrus Locher                         | US-amerikanischer Politiker                                                                                         | 51    |       |
| 18. August | Willy Benda                          | deutscher Cellist und Dirigent                                                                                      | 58    |       |
| 18. August | Clarita Beyer                        | deutsche Malerin | 64    |       |
| 18. August | Emil Höllein                         | deutscher Politiker (SPD, USPD, KPD), MdR                                                                           | 49    |       |
| 18. August | Hans Steinmann                       | deutscher Landwirt und Politiker (DNVP)                                                                             | 68    |       |
| 19. August | Georg Arndt                          | deutscher Dermatologe                                                                                               | 54    |       |
| 19. August | Sergei Pawlowitsch Djagilew          | russischer Herausgeber, Kunstkritiker und Kurator                                                                   | 57    |       |
| 19. August | Ettore Ferrari                       | italienischer Bildhauer, Politiker und Freimaurer                                                                   | 84    |       |
| 19. August | Chris Kelly                          | US-amerikanischer Jazz-Trompeter und Bandleader                                                                     | 38    |       |
| 19. August | Meta Seinemeyer                      | deutsche Sängerin                                                                                                   | 33    |       |
| 19. August | Peter Zillig                         | deutscher Pädagoge                                                                                                  | 73    |       |
| 29. August | Nellie Gosse                         | britische Malerin                                                                                                   | 79    |       |
| 20. August | Jeanne Immink                        | niederländische Alpinistin                                                                                          | 75    |       |
| 20. August | Hermann Schulz                       | deutscher Politiker (SPD), MdR                                                                                      | 56    |       |
| 22. August | Richard Heinze                       | deutscher Klassischer Philologe                                                                                     | 62    |       |
| 22. August | Otto Liman von Sanders               | deutscher General                                                                                                   | 74    |       |
| 23. August | William Cecil Slingsby               | britischer Bergsteiger                                                                                              |       |       |
| 24. August | Jānis Fabriciuss                     | sowjetischer Militär im Bürgerkrieg                                                                                 | 52    |       |
| 24. August | Gustava Louise Georgia Emilie Grüner | dänische Malerin | 59    |       |
| 24. August | Carl Mayr-Graetz                     | österreichisch-deutscher Genremaler                                                                                 | 79    |       |
| 24. August | Charles Russell Orcutt               | amerikanischer Naturkundler                                                                                         | 65    |       |
| 24. August | Johannes Simon                       | preußischer Generalleutnant                                                                                         | 74    |       |
| 24. August | Lawrence Tyson                       | US-amerikanischer Politiker, Unternehmer und General                                                                | 68    |       |
| 25. August | Josma Selim                          | österreichische Chansonette und Diseuse                                                                             | 45    |       |
| 26. August | Thomas John I’Anson Bromwich         | englischer Mathematiker und Physiker                                                                                | 54    |       |
| 26. August | Friedrich Ottiker                    | Schweizer Unternehmer und Politiker                                                                                 | 64    |       |
| 26. August | Ernest Satow                         | britischer Diplomat und Japanologe                                                                                  | 86    |       |
| 27. August | Giulio Bas                           | italienischer Komponist und Organist                                                                                | 55    |       |
| 27. August | Herman Potočnik                      | österreichischer Raumfahrttheoretiker                                                                               | 36    |       |
| 28. August | Karl Mantel                          | Münchner Polizeipräsident                                                                                           | 60    |       |
| 30. August | Peng Pai                             | chinesischer Revolutionär und Politiker (KPCh)                                                                      | 32    |       |
| 30. August | Franz Reinprecht                     | österreichischer Bundesrat (CSP)                                                                                    | 42    |       |
| 30. August | Ferdinand Freiherr von Reitzenstein  | deutscher Sexualwissenschaftler                                                                                     | 52    |       |
| 30. August | Ivo Vojnović                         | kroatischer Dichter und Dramatiker                                                                                  | 71    |       |
| 31. August | Adolf Grubenmann                     | Schweizer Politiker (Liberale) und Arzt                                                                             | 88    |       |
|            | Otto zu Brandis                      | österreich-ungarischer Diplomat                                                                                     | 80    |       |

## September
| Tag           | Name                          | Beruf, bekannt als                                                              | Alter | Beleg |
| ------------- | ----------------------------- | ------------------------------------------------------------------------------- | ----- | ----- |
| 1. September  | Stanisław Barcewicz           | polnischer Geiger, Kammermusiker, Dirigent und Musikpädagoge                    | 71    |       |
| 2. September  | Paul Leni                     | deutscher Szenenbildner und Regisseur                                           | 44    |       |
| 2. September  | Gottlob Schumann              | deutscher Unternehmer                                                           | 69    |       |
| 3. September  | Owen Thomas Edgar             | US-amerikanischer Soldat                                                        | 98    |       |
| 3. September  | Johann Daniel von Reinken     | deutscher Richter                                                               | 62    |       |
| 3. September  | Jan Kanty Steczkowski         | Ministerpräsident Polens                                                        | 66    |       |
| 5. September  | Theodor Franz Schild          | österreichischer Komponist                                                      | 70    |       |
| 6. September  | Robert G. Brett               | kanadischer Politiker                                                           | 77    |       |
| 6. September  | Reinhold Carl                 | deutscher Maler und Bildhauer                                                   | 64    |       |
| 6. September  | John Ferguson                 | schottischer Fußballspieler                                                     | 81    |       |
| 6. September  | Ogawa Kazumasa                | japanischer Fotograf                                                            | 68    |       |
| 8. September  | Carl Theodor Plessing         | deutscher Journalist, Kaufmann, königlich bayrischer Generalkonsul              | 73    |       |
| 8. September  | Hans C. Otto                  | deutscher Handschuhfabrikant                                                    | 50    |       |
| 8. September  | Alfred Pöll                   | österreichischer Frauenarzt und Maler                                           | 62    |       |
| 8. September  | Karl Tackert                  | deutscher Kammeringenieur und Bürgermeister von Schwerin                        | 92    |       |
| 9. September  | Carlo Braida                  | italienischer Radrennfahrer                                                     | 61    |       |
| 9. September  | Walther Katzenstein           | deutscher Ruderer                                                               | 50    |       |
| 9. September  | Alexei Petrowitsch Pawlow     | russischer Geologe und Paläontologe                                             | 74    |       |
| 9. September  | Eric John Eagles Swayne       | britischer Offizier und Kolonialgouverneur                                      | 66    |       |
| 9. September  | Karl von Wallmenich           | deutscher Oberst und Schriftsteller                                             |       |       |
| 10. September | Hugo Kreisler                 | österreichischer Cellist                                                        | 45    |       |
| 11. September | Gilbert Clayton               | britischer General und Kolonialbeamter                                          | 54    |       |
| 11. September | Ole J. Kvale                  | US-amerikanischer Politiker                                                     | 60    |       |
| 11. September | Dugald McInnes                | schottisch-kanadischer Sportschütze                                             | 52    |       |
| 11. September | Paul Rosenhayn                | deutscher Drehbuchautor                                                         | 51    |       |
| 12. September | Ernst von Brunner             | deutscher Offizier                                                              | 61    |       |
| 12. September | Olaf Hovdenak                 | norwegischer Langstreckenläufer                                                 | 37    |       |
| 12. September | Rainis                        | lettischer Dichter, Dramatiker, Übersetzer und Politiker                        | 64    |       |
| 13. September | William Emmett Dever          | US-amerikanischer Politiker                                                     | 67    |       |
| 13. September | Curt Herrmann                 | deutscher Künstler                                                              | 75    |       |
| 13. September | Robert Lorimer                | schottischer Architekt und Möbeldesigner                                        | 64    |       |
| 14. September | Jesse Lynch Williams          | US-amerikanischer Dramatiker, Autor und Journalist                              | 58    |       |
| 15. September | Heinrich Beckurts             | deutscher Chemiker und Hochschullehrer                                          | 74    |       |
| 15. September | Robert Wyche Davis            | US-amerikanischer Politiker                                                     | 80    |       |
| 15. September | Charles Hall Dillon           | US-amerikanischer Politiker                                                     | 75    |       |
| 15. September | Rudolf Geyer                  | österreichischer Orientalist                                                    | 68    |       |
| 15. September | Charles B. Law                | US-amerikanischer Politiker                                                     | 57    |       |
| 15. September | Minnie Marx                   | Mutter und Managerin der Marx Brothers                                          | 63    |       |
| 15. September | Leopold Carl Friedrich Merkel | deutscher Ingenieurwissenschaftler                                              | 36    |       |
| 15. September | Anton Maria Schwartz          | österreichischer katholischer Priester und Gründer der Kalasantiner, Seliger    | 77    |       |
| 17. September | Rudolf Münger                 | Schweizer Maler                                                                 | 66    |       |
| 17. September | William Henry Perkin junior   | britischer Chemiker (Organische Chemie)                                         | 69    |       |
| 18. September | Heinrich Beda                 | deutscher Papierfabrikant und Politiker (NLP, DDP), MdL (Königreich Sachsen)    | 66    |       |
| 18. September | Hermann Graedener             | deutsch-österreichischer Komponist                                              | 85    |       |
| 18. September | Fritz Wilhelm Georg Graff     | Oberbürgermeister von Bochum (1904–1925)                                        | 71    |       |
| 19. September | Franz Pittner                 | österreichischer Hotelier und Politiker                                         | 67    |       |
| 19. September | Gertrude Wilkinson            | englisch-britische Suffragette                                                  |       |       |
| 20. September | Claribel Cone                 | US-amerikanische Kunstsammlerin                                                 | 64    |       |
| 20. September | Hedworth Meux                 | britischer Admiral of the Fleet                                                 | 73    |       |
| 21. September | Nathaniel Edwin Harris        | US-amerikanischer Politiker                                                     | 83    |       |
| 21. September | Anton Herrnfeld               | Schauspieler, Autor und Theaterleiter                                           | 63    |       |
| 22. September | Martha Kuntze                 | deutsche Malerin                                                                | 80    |       |
| 22. September | Richard Leopold               | deutscher Schauspieler und Komiker                                              | 55    |       |
| 22. September | Carl Retzlaff                 | deutscher Bildhauer, Medailleur und Porträtmaler                                | 66    |       |
| 22. September | Ludwig Wendemuth              | deutscher Wasserbauingenieur und Baubeamter                                     | 69    |       |
| 23. September | Wilhelm Busch                 | deutscher Historiker                                                            | 68    |       |
| 23. September | Louis-Ernest Dubois           | französischer Kardinal der römisch-katholischen Kirche und Erzbischof von Paris | 73    |       |
| 23. September | John Freeman                  | englischer Lyriker und Essayist                                                 | 49    |       |
| 23. September | Max von Pfetten               | deutscher Gutsbesitzer und Politiker, MdR                                       | 68    |       |
| 23. September | Arthur Scheller               | österreichischer Astronom                                                       | 53    |       |
| 23. September | Richard Zsigmondy             | österreichischer Nobelpreisträger für Chemie (1925), Chemiker, Bergsteiger      | 64    |       |
| 24. September | Herbert Chermside             | britischer Offizier und Diplomat                                                | 79    |       |
| 24. September | Antonius Colenbrander         | niederländischer Reitsportler                                                   | 40    |       |
| 24. September | Mahidol Adulyadej             | Vater des thailändischen Königs, Arzt                                           | 37    |       |
| 25. September | Miller Huggins                | US-amerikanischer Baseballspieler und -trainer                                  | 51    |       |
| 26. September | Friedrich Heine               | deutscher Unternehmer                                                           | 66    |       |
| 26. September | Stephen M. Sparkman           | US-amerikanischer Politiker                                                     | 80    |       |
| 26. September | Karl Weinmann                 | deutscher Domvikar und Musikforscher                                            | 55    |       |
| 27. September | Carl Mirbt                    | deutscher evangelischer Kirchenhistoriker und Missionswissenschaftler           | 69    |       |
| 28. September | August von der Heydt          | deutscher Bankier und Kunstmäzen                                                | 78    |       |
| 28. September | Leopold Hirschberg            | deutscher Musikwissenschaftler                                                  | 61    |       |
| 28. September | Louis Roth                    | österreichischer Operetten-Komponist und Kapellmeister                          | 86    |       |
| 29. September | Walther Kulenkampff           | deutscher Politiker (DVP), MdR                                                  | 46    |       |
| 29. September | John Nicholas                 | englischer Fußballspieler                                                       | 50    |       |
| 29. September | Tanaka Giichi                 | 26. Premierminister von Japan                                                   | 66    |       |
| 29. September | Vasilios III.                 | Patriarch von Konstantinopel                                                    |       |       |
| 29. September | Ingeborg von der Lippe Konow  | norwegische Kinderbuchautorin und Übersetzerin                                  | 69    |       |
| 30. September | Ioannis Psycharis             | griechischer Philologe und Schriftsteller                                       | 75    |       |